# Бунчуковка
Бунчуко́вка (укр. Бунчуківка) — село, относится к Белокуракинскому району Луганской области Украины.
Население по переписи 2001 года составляло 413 человек. Почтовый индекс — 92241. Телефонный код — 6462. Занимает площадь 1,879 км². Код КОАТУУ — 4420982301.

## Местный совет
92241, Луганская обл., Белокуракинский р-н, с. Бунчуковка